# Пономарёв, Сергей Иванович
Сергей Иванович Пономарёв (2 апреля 1913, Самара — 9 мая 1989, Куйбышев) — советский актёр театра и кино, народный артист РСФСР.

## Биография
Сергей Иванович Пономарёв родился 2 апреля 1913 года в Самаре в семье портного. Окончил технические курсы, работал строителем, увлекался театром. Ещё учась в школе играл в оркестре, выступал на эстраде, участвовал в драматическом кружке.
После службы в армии поступил во вспомогательный состав Куйбышевского ТЮЗа (сейчас театр Самарт), который в 1939 году был переведён в Читу. В 1946—1958 годах играл в Омском театре драмы. В 1953—1958 годах был председателем Омского отделения ВТО.
С 1958 года работал в Куйбышевском драматическом театре.
Умер 9 мая 1989 года в Куйбышеве.

## Награды и премии
- Заслуженный артист РСФСР (1956).
- Народный артист РСФСР (1966).

## Работы в театре

### Омский театр драмы

#### Актёр
- «Кремлёвские куранты» Н. Погодина — Сталин
- «Крепость на Волге» И. Кремлёва — Киров
- «Не называя фамилий» В. Минько — Карп Сидорович
- «В старой Москве» В. Пановой — Хлебников
- «Оптимистическая трагедия» Вс. Вишневского — Вожак
- «Родина» по роману А. К. Толстого «Хождение по мукам» — Телегин
- «Вишнёвый сад» А. П. Чехова — Лопахин
- «Гроза» А. Н. Островского — Кудряш
- «Порт-Артур» И. Попова и А. Степанова — Стессель
- «Горе от ума» А. Грибоедова — Репетилов
- «Женитьба Белугина» А. Н. Островского и Н. Я. Соловьева — Белугин
- «Бешеные деньги» А. Н. Островского — Васильков
- «Лес» А. Н. Островского — купец Восьмибратов
- «Егор Булычов и другие» М. Горького — Егор Булычов
- «Зыковы» по роману М. Горького — Антип Зыков
- «Власть тьмы» Л. Н. Толстого — Митрич
- «Крылья» А. Е. Корнейчука — Самосад
- «Анна Каренина» по роману Л. Н. Толстого — Облонский

#### Режиссёр
- «Последняя жертва» А. Н. Островского

### Куйбышевский драматический театр
- «Волки и овцы» А. Н. Островского — Лыняев
- «Тоот ,майор и другие» И. Эркеня — Тоот
- «Гнездо глухаря» В. С. Розова — Судаков
- «Ревизор» Н. В. Гоголя — Городничий
- «Наполеон Первый» Ф. Брукнера — Бертье
- «На всякого мудреца...» А. Н. Островского — Мамаев
- «Мария Стюарт» Ф. Шиллера — Канцлер Берли
- «Гамлет» В. Шекспира — Полоний
- «Усвятские шлемоносцы» Е. И. Носова — Селиван
- «Горячее сердце» А. Н. Островского — Хлынов
- «Дело Артамоновых» М. Горького — Илья Артамонов
- «В поисках радости» В. С. Розова — Иван Лапшин
- «Ленинградский проспект» И. Штока — Скворец
- «Марюта ищет жениха» Л. Гераскиной — Марюта
- «Фома Гордеев» М. Горького — Маякин
- «Дети Ванюшина» С. Найдёнова — Ванюшин

## Фильмография
- 1967 — Дубравка — эпизод
- 1969 — Тревожные ночи в Самаре — Башкатин, нэпман (озвучивает Виктор Чекмарёв)
- 1972 — Самый последний день — Геннадий Васильевич Бызин, кляузник
- 1982 — Усвятские шлемоносцы (телеспектакль) — Селиван